# Maleczewo
Maleczewo est un village polonais du district administratif d'Ełk, dans le powiat d'Ełk, voïvodie de Varmie-Mazurie, au nord-est du pays. 
Il est situé à environ 6 km au sud-ouest d'Ełk et à 120 km à l'est de la capitale régionale Olsztyn.

## Histoire
Jusqu'en 1945, Malleczewen fait partie de l'arrondissement de Lyck dans le district de Gumbinnen (à partir de 1905: district d'Allenstein) de la province prussienne de Prusse-Orientale.